# Liste von Kriegsgräberstätten in Rumänien
Die Liste von Kriegsgräberstätten in Rumänien führt Soldatenfriedhöfe und sonstige Kriegsgräberstätten in Rumänien auf.
| Bezeichnung                                                                      | Ortschaft                                                             | Beschreibung | Foto           |
| -------------------------------------------------------------------------------- | --------------------------------------------------------------------- | --- | -------------- |
| Cimitirul Eroilor din Valea Uzului Erster Weltkrieg und Zweiter Weltkrieg        | In Valea Uzului, Kreis Harghita Cimitirul Eroilor din Valea Uzului    | - Anzahl der Gefallenen und deren Nationalität: 1306 (Deutsche, Italiener, Magyaren, Österreicher, Rumänen, Russen, Serben) - Historische Liste einiger Gefallenen                              | Weitere Bilder |
| Cimitirul Eroilor din Poiana Sărată Erster Weltkrieg und Zweiter Weltkrieg       | In Poiana Sărată, Kreis Bacău Cimitirul Eroilor din Poiana Sărată     | - Anzahl der Gefallenen und deren Nationalität: 1166 (Deutsche, Juden, Magyaren, Österreicher, Rumänen, Türken) davon sind 840 bekannt.                                                         | Weitere Bilder |
| Cimitirul Eroilor din Mircea Vodă Erster Weltkrieg und Zweiter Weltkrieg         | In Mircea Vodă, Kreis Brăila Cimitirul Eroilor din Mircea Vodă        | - Anzahl der Gefallenen und deren Nationalität: 5302 (Bulgaren, Deutsche, Juden, Polen, Rumänen, Russen, Serben)                                                                                |                |
| Cimitirul Eroilor din Bordești Erster Weltkrieg                                  | In Bordești, Kreis Vrancea Cimitirul Eroilor din Bordești             | - Anzahl der Gefallenen und deren Nationalität: 5554 (Deutsche (999), Italiener, Österreicher, Rumänen, Russen)                                                                                 | Weitere Bilder |
| Cimitirul Eroilor din Lerești Erster Weltkrieg                                   | In Lerești, Kreis Argeș Cimitirul Eroilor din Lerești                 | - Anzahl der Gefallenen und deren Nationalität: (Deutsche, Österreicher, Rumänen) |                |
| Cimitirul Eroilor din Bistrița Erster Weltkrieg                                  | In Bistrița, Kreis Bistrița-Năsăud Cimitirul Eroilor din Bistrița     | - Anzahl der Gefallenen und deren Nationalität: 3429 (Deutsche, Rumänen, Russen, Ungarn) |                |
| Cimitirul Eroilor din Călinești Erster Weltkrieg                                 | In Călinești, Kreis Vâlcea Cimitirul Eroilor din Călinești            | - Anzahl der Gefallenen und deren Nationalität: 86 (Deutsche, Rumänen) | Weitere Bilder |
| Cimitirul Eroilor din Curtea de Argeș Erster Weltkrieg                           | In Curtea de Argeș, Kreis Argeș Cimitirul Eroilor din Curtea de Argeș | - Anzahl der Gefallenen und deren Nationalität: 506 (Deutsche, Österreicher, Rumänen) | Weitere Bilder |
| Mausoleul de la Mărăști Erster Weltkrieg                                         | In Mărăști, Kreis Vrancea Mausoleul de la Mărăști                     | - Anzahl der Gefallenen und deren Nationalität: 5342 (Deutsche (bekannt: 127), Rumänen, Russen)                                                                                                 | Weitere Bilder |
| Mausoleul de la Mărășești Erster Weltkrieg (Schlacht von Mărășești)              | In Mărășești, Kreis Vrancea Mausoleul de la Mărășești                 | - Anzahl der Gefallenen und deren Nationalität: etwa 6000 Rumänen (bekannt: 1824) | Weitere Bilder |
| Soldatenfriedhof „Pro Patria“ in Bukarest Erster Weltkrieg und Zweiter Weltkrieg | In Bukarest Cimitirul de soldați „Pro Patria“ București               | - Anzahl der Gefallenen und deren Nationalität: gesamt 3957 Deutsche (bekannt: 3486) | Weitere Bilder |
| Cimitirul Eroilor din Brăila Erster Weltkrieg                                    | In Brăila, Kreis Brăila Cimitirul Eroilor din Brăila                  | - Anzahl der Gefallenen und deren Nationalität: gesamt 1359 (Deutsche, Rumänen) | Weitere Bilder |
| Cimitirul Eroilor din Dragoslavele Erster Weltkrieg                              | In Dragoslavele, Kreis Argeș Cimitirul Eroilor din Dragoslavele       | - Deutscher Soldatenfriedhof |                |
| Cimitirul ostașilor germani din Țifești (Video) Erster Weltkrieg                 | In Țifești, Kreis Vrancea Cimitirul ostașilor germani din Țifești     | - Anzahl der Gefallenen und deren Nationalität: Deutsche, Österreicher, Rumänen, Russen, Slowaken, Tschechen (bekannt 2992)                                                                     | Weitere Bilder |
| Cimitirul Eroilor de pe Valea Rășnoavei Erster Weltkrieg                         | In Predeal, Kreis Brașov Cimitirul Eroilor de pe Valea Rășnoavei      | - Auf dem 375 Quadratmeter großen Friedhof befinden sich neben dem Denkmal zwei hölzerne Kreuze und 20 Betonkreuze – 10 von rumänischen Soldaten und 10 von deutschen und ungarischen Soldaten. | Weitere Bilder |
| Cimitirul Eroilor din Racovițeni Erster Weltkrieg                                | In Racovițeni, Kreis Buzău Cimitirul Eroilor din Racovițeni           | - Anzahl der Gefallenen und deren Nationalität: etwa 6500 Deutsche und Russen | Weitere Bilder |
| Cimitirul Eroilor din Brașov Erster Weltkrieg und Zweiter Weltkrieg              | In Brașov, Kreis Brașov Cimitirul Eroilor din Brașov                  | - Anzahl der Gefallenen und deren Nationalität: 754 (Deutsche (360) und Rumänen) | Weitere Bilder |
| Cimitirul Eroilor Sovietici din Vlădeni Zweiter Weltkrieg                        | In Vlădeni, Kreis Brașov Cimitirul Eroilor Sovietici                  | - Anzahl der Gefallenen und deren Nationalität: etwa 400 Russen | Weitere Bilder |